# Vitus Bering (humanist)

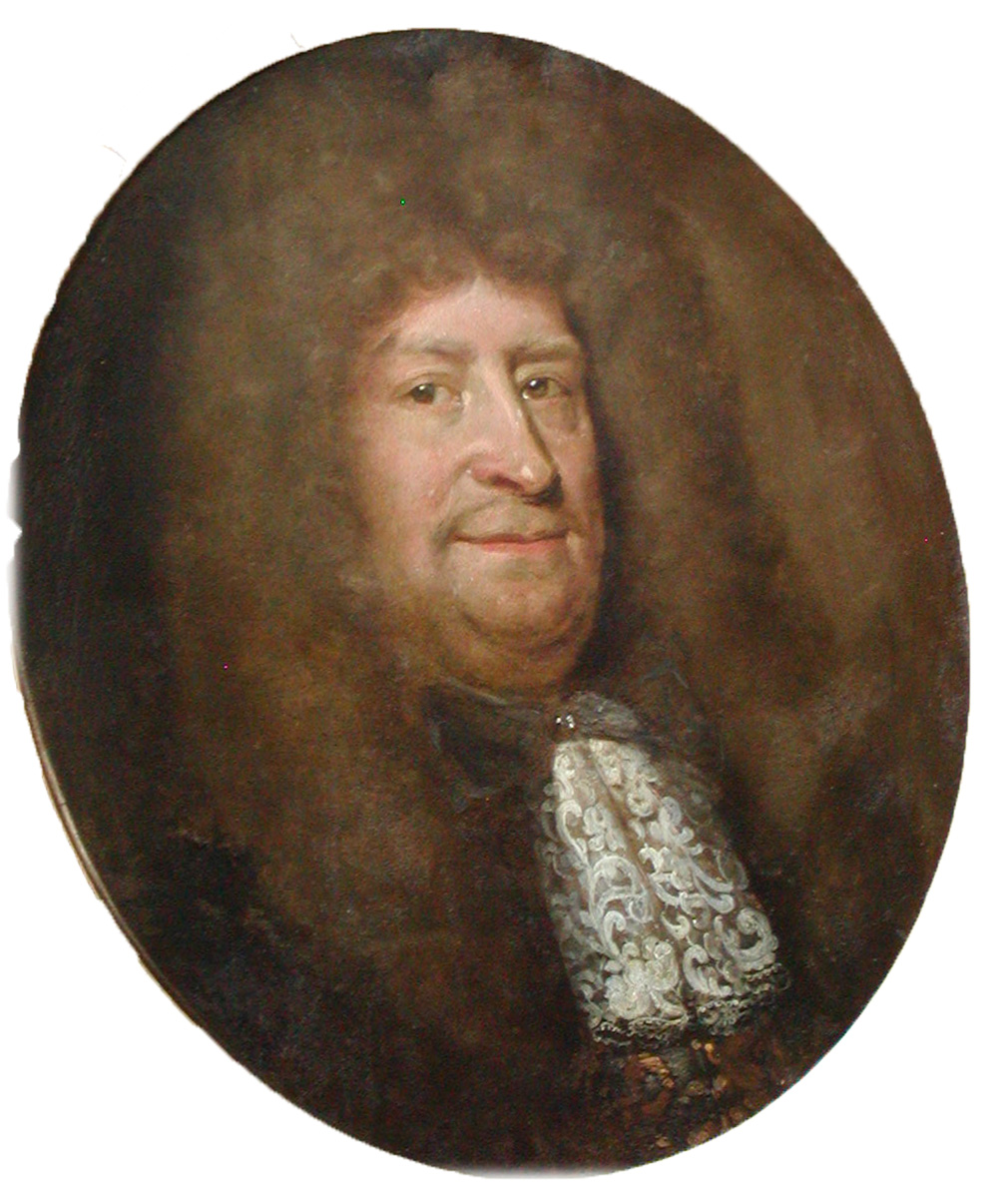
Vitus Bering, oljemålning av Abraham Wuchters.

Vitus Bering, född 6 oktober 1617, död 20 maj 1675, var en dansk humanist.
Bering blev 1650 kunglig dansk historiograf. Han bodde länge i Skåne, och blev 1658 av Karl X Gustav erbjuden platsen som svensk historiograf men föredrog att stanna i Danmark. 
Bland hans mest bekanta arbeten märks Obsidio Hafniensis (1676, om Köpenhamns belägring), Florus Danicus (1698, om Danmarks historia), samt en rad eleganta latinska dikter.